# Cirrhilabrus temminckii

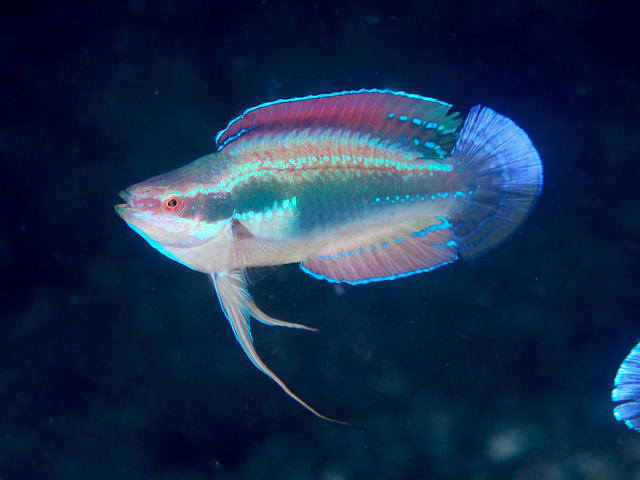
Maschio adulto

Cirrhilabrus temminckii Bleeker, 1853 è un pesce d'acqua salata appartenente alla famiglia Labridae.

## Distribuzione e habitat
Proviene dalle barriere coralline dell'oceano Pacifico: si trova in Australia, Baia di Sagami in Giappone e nelle Filippine. Nuota tra i 3 e i 35 m di profondità.

## Descrizione
Non è un pesce di dimensioni particolarmente piccole rispetto ai suoi congeneri, ma comunque la lunghezza massima registrata è intorno ai 10 cm. Il corpo è abbastanza allungato, leggermente compresso sui lati; la pinna caudale ha il margine arrotondato sia nei giovani che nei maschi adulti.
La livrea varia nel corso della vita del pesce, ma i maschi adulti si differenziano facilmente grazie alle pinne pelviche estremamente allungate che formano quasi dei filamenti. Il dorso varia dall'arancione-verdastro al rossastro, il ventre è bianco, mentre la pinna dorsale e la pinna anale sono a fasce arancioni e blu. La pinna caudale è blu scura.

## Biologia

### Comportamento
Nuota in banchi, a volte composti anche da molti esemplari. I maschi diventano territoriali nel periodo riproduttivo.

### Alimentazione
Si nutre prevalentemente di invertebrati acquatici.

### Riproduzione
È oviparo e la fecondazione è esterna. Nei pressi di Miyake le uova vengono deposte tra maggio e settembre. Non ci sono cure verso di esse. È una specie ermafrodita, e gli esemplari più grossi sono maschi.

## Conservazione
Viene classificato come "dati insufficienti" (DD) perché viene a volte catturato per essere tenuto negli acquari, però non è nota la frequenza con cui ciò accade. Inoltre esistono dei dubbi sulla sua classificazione.